# Вальє-де-Трапага
Вальє-де-Трапага, Трапагаран (баск. Trapagaran, ісп. Valle de Trápaga, офіційна назва Valle de Trápaga-Trapagaran) — муніципалітет в Іспанії, у складі автономної спільноти Країна Басків, у провінції Біская. Населення — 12 353 особи (2009).
Муніципалітет розташований на відстані близько 330 км на північ від Мадрида, 10 км на північний захід від Більбао.
На території муніципалітету розташовані такі населені пункти: (дані про населення за 2009 рік)
- Ла-Арболеда: 512 осіб
- Дураньйона: 30 осіб
- Ельгеро: 118 осіб
- Галіндо-Сальседільйо: 223 особи
- Матаморос-Бурсако: 0 осіб
- Паркоча-Барріонуево: 48 осіб
- Ла-Рейнета: 268 осіб
- Вальє-де-Трапага: 10392 особи
- Трапага-Каусо: 2 осіб
- Угарте: 760 осіб

## Демографія
Динаміка населення (INE ):

## Галерея зображень

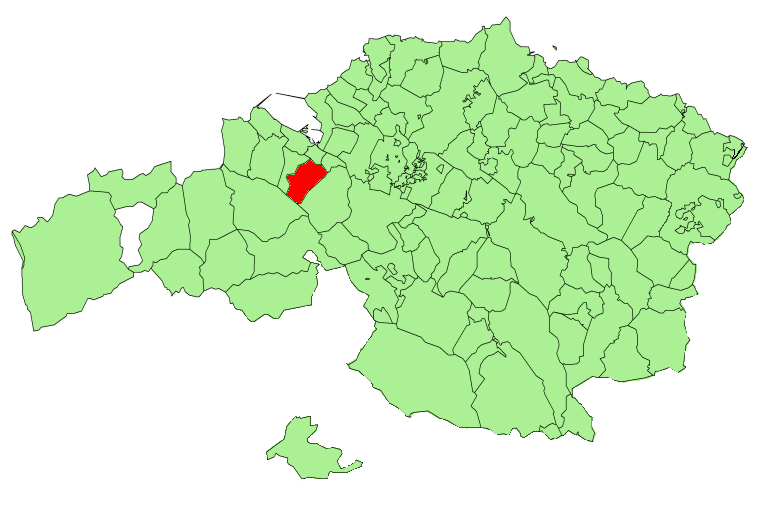
Розташування муніципалітету
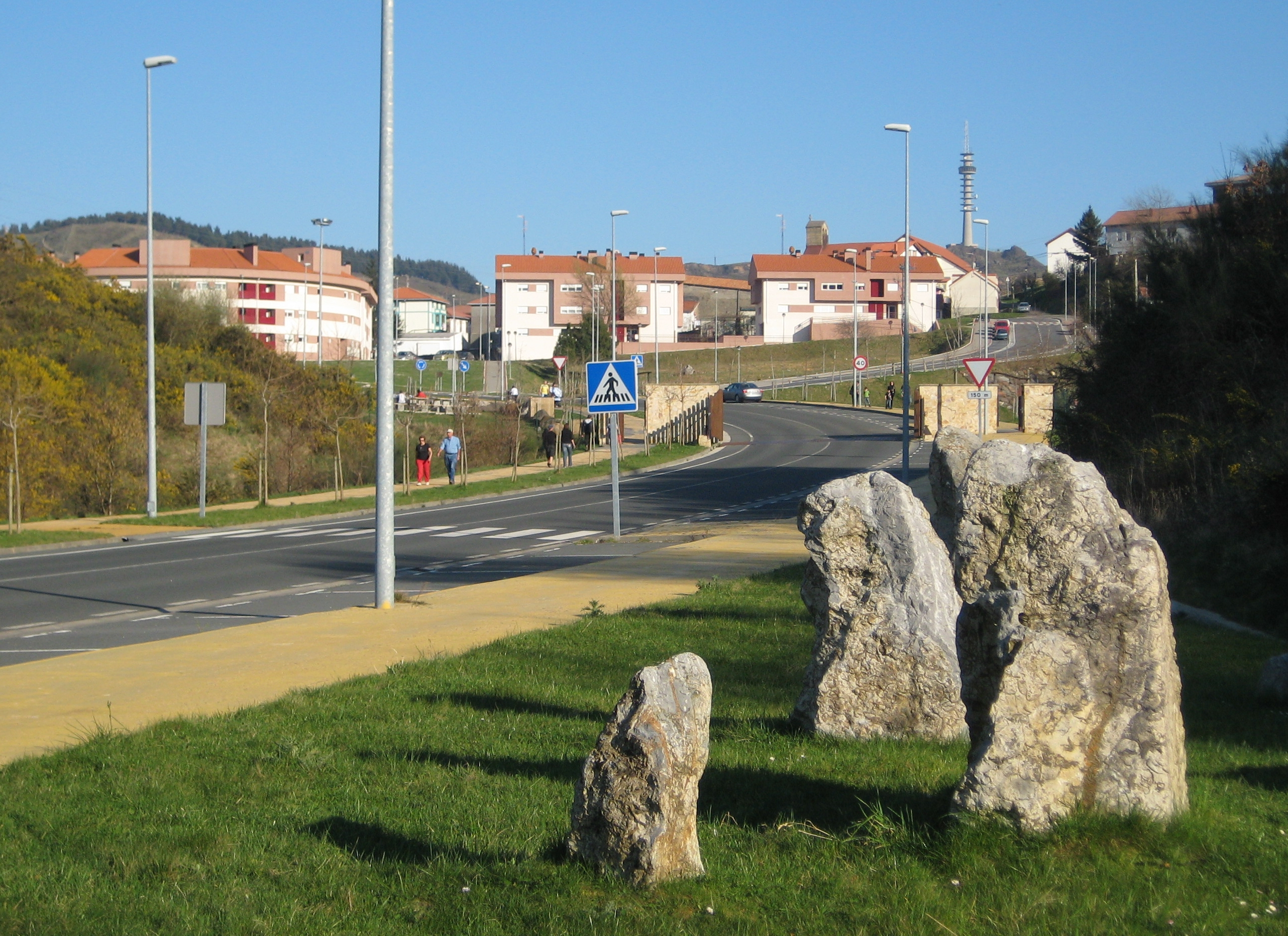
Ла-Арболеда